# Jim Oberstar
James Louis "Jim" Oberstar, född 10 september 1934 i Chisholm, Minnesota, död 3 maj 2014 i Potomac, Maryland, var en amerikansk demokratisk politiker.  Han representerade Minnesotas 8:e distrikt i USA:s representanthus 1975–2011. Oberstar var ordförande i representanthusets transport- och infrastrukturutskott 2007–2011.
Oberstar avlade 1952 kandidatexamen vid College of St. Thomas (numera University of St. Thomas) i Saint Paul, Minnesota och 1956 masterexamen vid College of Europe i Brygge, Belgien. Han anställdes 1963 av kongressledamoten John Blatnik. När Blatnik inte längre ställde upp i 1974 års kongressval, kandiderade Oberstar i stället och vann med hjälp av Blatniks stöd.
Även om Oberstar annars var en relativt liberal demokrat, var han abortmotståndare, förespråkare för rätten att bära vapen och röstade emot federal finansiering för stamcellsforskning. Republikanen Rod Grams, en före detta senator, utmanade Oberstar i kongressvalet i USA 2006. Grams påstod att Oberstars fasta adress är egentligen i Potomac, Maryland, som är en förort till Washington, D.C. och inte i Chisholm, Minnesota. Oberstar kallade påståendet en lögn. Han hade en bostad i Maryland samtidigt som han ägde barndomshemmet i Chisholm. Grams förlorade stort mot Oberstar.
Han var gift med Jean och hade fyra barn.